# Adnan Veli Kanık
 (avril 2025).
Adnan Veli Kanık, (9 décembre 1916 à Istanbul - 6 décembre 1972 à Istanbul) est écrivain et journaliste turc.

## Biographie
Le père d'Adnan Veli, né le 9 décembre 1916 dans le quartier de Beykoz à Istanbul ; Mehmet Veli était le fils de Fehmi Bey, un marchand d'Izmir, et sa mère était Fatma Nigar Hanım, la fille de Hacı Ahmet Bey. L'auteur est le frère du poète Orhan Veli Kanık, fondateur du mouvement Garip avec Oktay Rifat et Melih Cevdet Anday. Il a également une sœur nommée Füruzan Yolyapan. Il a utilisé le nom d'Adnan Veli dans ses livres et les noms de plume « Bir Hukukçu » et « Mehmet Yanık » dans certains de ses écrits.
Il a terminé ses études secondaires au lycée de Galatasaray. Il a étudié pendant un certain temps à la Faculté de droit de l'Université d'Istanbul. En 1949, il a commencé à travailler comme reporter au journal Vatan. Ses articles de magazine, articles humoristiques et histoires ont été publiés dans le journal Vatan ainsi que dans des magazines humoristiques tels que Akbaba, Dolmuş, Çizgi, Taş-Karikatür, Tef et Papağan. Alors qu'il purgeait sa peine à la prison d'Ankara, ses articles étaient publiés dans le même journal sous le pseudonyme « Un avocat ».
Adnan Veli Kanık, qui écrivait des histoires, des pièces radiophoniques, des blagues courtes et des farces, est devenu connu pour ses œuvres dans lesquelles il comparait la vie des personnes des classes inférieures et supérieures de la société. Il se distinguait particulièrement par ses histoires humoristiques. Il a écrit sur ses observations pendant ses jours d'emprisonnement dans son roman Mahpushane Çeşmesi (La Fontaine du prisonnier), qui a été publié en feuilleton dans le journal Vatan en 1952 et sous forme de livre la même année.[réf. nécessaire]
Le livre intitulé Orhan Veli İçin (Pour Orhan Veli), compilé après la mort d'Orhan Veli, son frère, comprend la vie du poète, sa compréhension de l'art et les commentaires et articles écrits après sa mort.[réf. nécessaire]
Il est décédé le 6 décembre 1972 à Istanbul à l'âge de 56 ans et sa tombe se trouve au cimetière de Rumeli Hisarı.[réf. nécessaire]
Le livre intitulé Istanbul Batakhaneleri, composé de ses récits d'interviews publiés en série sous le titre « Batakhane İnsanları » (Les gens des Batakhane) dans le journal Vatan en 1957, a été publié de nombreuses années après sa mort.

## Ses livres
- 1952 : Mapushane Çeşmesi (Fontaine de la prison)
- 1953 : Orhan Veli İçin (Pour Orhan Veli)
- 1956 : Sosyete (Société)
- 1957 : Uçan Daireler (Soucoupes volantes)
- 1957 : Seçim Konuşmaları (Discours électoraux)
- 1957 : Kaynana (Belle-mère)
- 2018 : İstanbul Batakhaneleri (Les marais d'Istanbul)